# Уголки (Зерендинський район)
Уголки́ (каз. Уголки) — село у складі Зерендинського району Акмолинської області Казахстану. Входить до складу Сариозецького сільського округу.
Населення — 155 осіб (2021; 176 у 2009, 219 у 1999, 237 у 1989).
Національний склад станом на 1989 рік:
- казахи — 54 %;
- німці — 21 %.